# Luyten 726-8

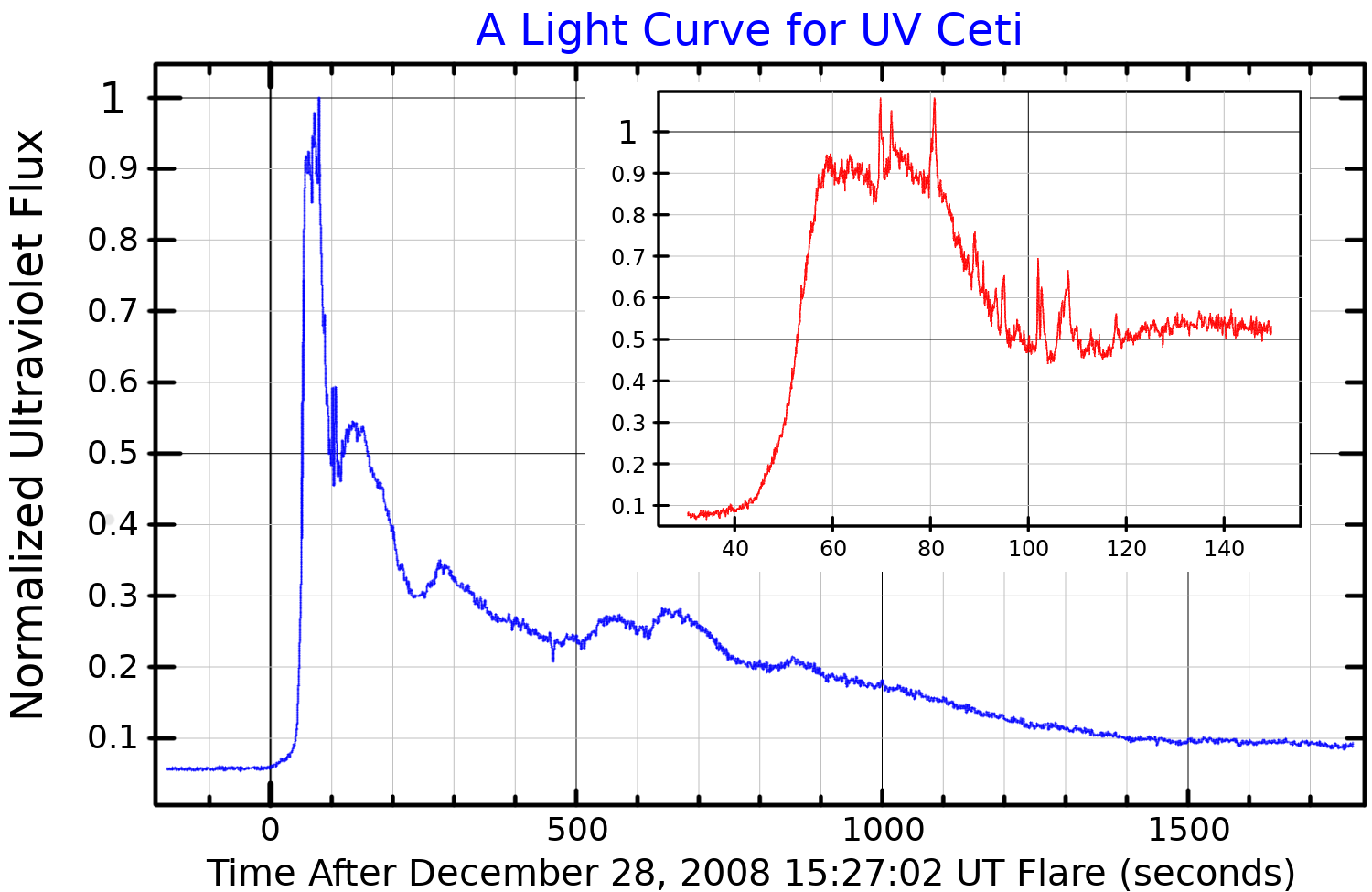
Lichtkromme van een flare van UV Ceti

Luyten 726-8 is een van de dichtstbijzijnde dubbelsterren (afstand 8,8 lichtjaar) bestaande uit BL Ceti (Luyten 726-8A) en UV Ceti (Luyten 726-8B). Het stelsel in het sterrenbeeld Walvis werd in 1948 ontdekt door Willem Jacob Luyten.
De twee sterren liggen zo'n 6 AE (iets meer dan de afstand zon - Jupiter) van elkaar en zijn beide rode dwerg- en vlamsterren. Vanwege de kleine afstand wordt geschat dat er maar binnen 1,2 AE stabiele omloopbanen kunnen zijn. Er wordt voorspeld (maar het is nog niet bewezen) dat UV Ceti twee planeten met een massa van 1,1x en 1,4x Jupiter zou hebben.
UV Ceti was misschien niet de eerste vlamster die ontdekt werd, maar door zijn grillig karakter worden andere vlamsterren soms "UV Ceti variabelen" genoemd. In 1952 werd hij plots 75 keer helder in 20 seconden, wat zeer extreem genoemd kan worden.